# Kobierzec

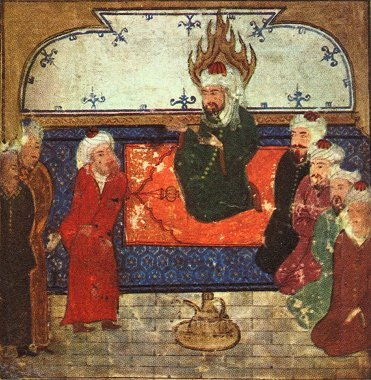
Miniatura przedstawiająca Mahometa na kobiercu modlitewnym o wzorze ukierunkowanym

Kobierzec – jednostronna tkanina dekoracyjna pochodzenia wschodniego. Wykorzystywana przede wszystkim jako ozdoba ścienna. Zawiera ornamentalne wzory, co odróżnia ją od tkanin obrazkowych – gobelinów. Charakterystyczny element kultury perskiej, a także m.in. polskiej epoki sarmatyzmu. Kobierce produkowane są również współcześnie, głównie w krajach Bliskiego Wschodu. Niekiedy słowa „kobierzec” używa się w roli synonimu bogato zdobionego dywanu, a także w utartym związku frazeologicznym: stanąć na ślubnym kobiercu.
Osobny termin „makata” odnosi się do kobierców jedwabnych, przetykanych srebrem lub złotem.

## Wytwarzanie

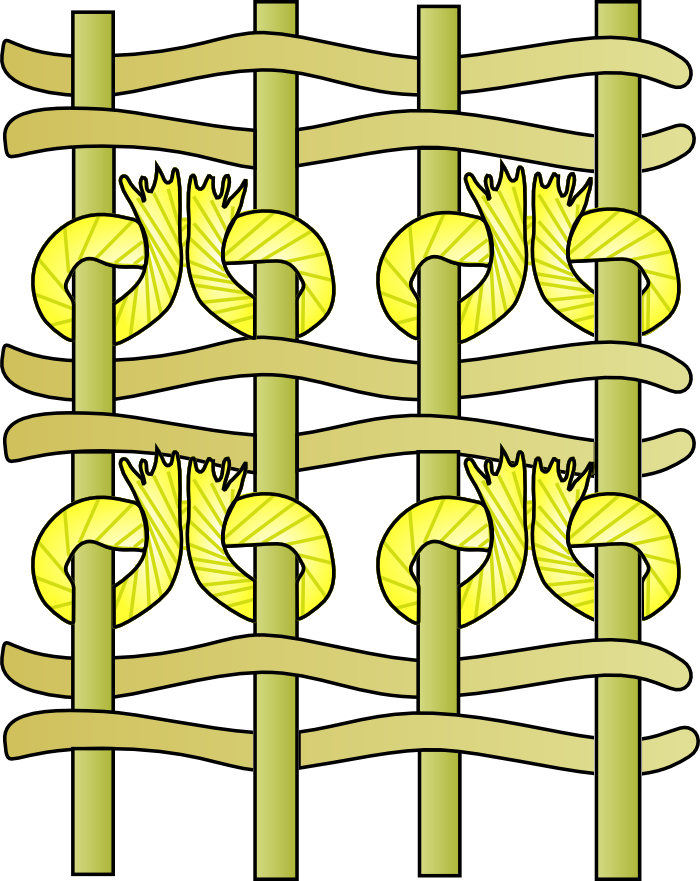
Dwunitkowy węzeł Giordi (smyrneński)

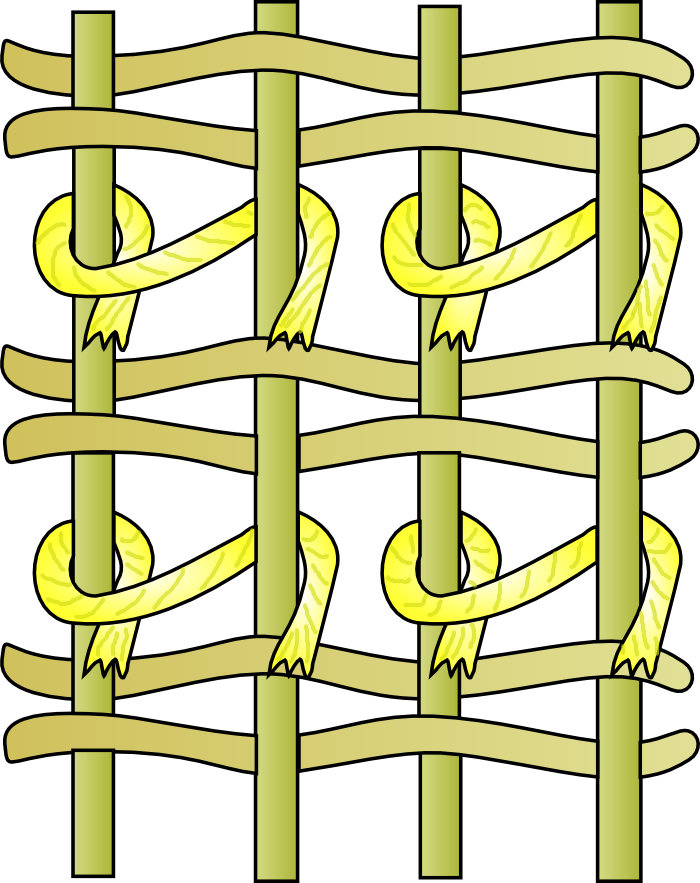
Dwunitkowy węzeł Senneh (perski)

Kobierce wytwarza się w procesie tkania, poprzez przeplatanie nitek osnowy nitkami wątku oraz układanie między parami wątków węzłów tworzących wzór. Podstawowym surowcem jest przędza z włókien pochodzenia roślinnego lub zwierzęcego – bawełna, wełna, jedwab, współcześnie również włókna sztuczne. Tkanina tworzona jest z osnowy i dwóch wątków. Jeden to cienki wątek wiążący, który przeplatając się z osnową w splocie płóciennym tworzy strukturę nośną kobierca. Drugi, grubszy, wprowadzany krótkimi odcinkami w postaci węzłów, tworzy wzór.
W technice wytwarzania stosuje się dwa typy węzłów.
- węzeł symetryczny typu Giordi, nazywany smyrneńskim lub tureckim, w którym przędza owinięta jest wokół dwóch lub czterech nitek osnowy.
- węzeł asymetryczny typu Senneh, zwany perskim, który powstaje przez owinięcie przędzą jednej, dwóch lub czterech nitek, charakteryzuje kobierce produkowane w Persji i Indiach.

Końce wątków tworzących węzeł wyprowadzone na jedną stronę tkaniny, równo obcięte i rozwłóknione, tworzą wzorzystą okrywę runową. Runowa okrywa również odróżnia kobierce od gobelinów i ich współczesnych odpowiedników – kilimów grzebyczkowych.
Wykonanie kobierców jest bardzo czasochłonne. Na metrze kwadratowym trzeba ułożyć od 10000 do 400000 węzłów, w zależności od grubości nitek wątku na węzły i rodzajów węzłów. Duże kobierce wykonywane były przez kilka tkaczek nawet przez kilka lat.

## Forma
Typowy kobierzec posiada środkowe pole otoczone ozdobnym pasem. Wypełniony jest on ornamentem roślinnym, geometrycznym lub motywami figuralnymi określanymi mianem „bordiura”. Istnieją trzy główne rodzaje zdobnictwa:
- wzór z medalionem środkowym, typowy dla dywanów wielkoformatowych. Najważniejsze jest pole z medalionem, niemal zawsze występuje bordiura.
- wzór ukierunkowany, typowy dla kobierców modlitewnych. Charakteryzuje go ornament mihrabu, czyli niszy, którą należy skierować podczas modlitwy w stronę Mekki.
- wzór ciągły przeznaczony do wykładania wnętrz. Nie zawiera medalionu ani ukierunkowania, na polu środkowym często znajduje się wzór tzw. Heratu – romb pomiędzy czterema zębatymi listkami.

Ze względu na rozmiary wyróżnia się trzy rodzaje kobierców: mian farsz (powyżej 3 metrów długości i 2,5 szerokości), kelegi (ok. 3x2,5 m) i kenareh (ok. 3x1 m).

## Historia
Kobierzec to obok gobelinu jeden z rodzajów dywanu perskiego. Tego typu materiały ozdobne produkowano już od starożytności – najstarszy, odnaleziony w scytyjskich grobach na Syberii pochodzi z V w. p.n.e. Ich popularność zaczęła rosnąć w XIV w. za panowania władcy Persji Timura, a następnie podczas rządów
szacha Abbasa I (1587–1629), kiedy powstały liczne manufaktury. To z tego okresu pochodzą tkaniny spotykane w domach szlachty Rzeczypospolitej, na zachodzie Europy nazywane polskimi (fr. polonaise). Złoty wiek kobiernictwa dobiegł końca wraz ze śmiercią Abbasa. Jego następcy nie wspierali już produkcji zdobionych dywanów, którą kontynuowano na niewielką skalę, głównie wśród plemion nomadów. Do produkcji dywanów perskich powrócono w XIX wieku, ze względu na zainteresowanie zachodnich klientów. Dodatkowy impuls do rozwoju dał szach Mohammad Reza Pahlawi, który w 1941 przejął władze w Iranie. Współcześnie dominuje produkcja warsztatowa, istnieją również liczne pracownie wiejskie.

## Główne ośrodki produkcji
Kobierce tkano przede wszystkich na Bliskim Wschodzie: w Persji (ośrodki w Tebriz, Kirman i Horat) i Anatolii (Giordes, Melas, Kula), a także w Azji Środkowej i na Kaukazie (Kuba, Szirwan, Kazak). Od XVI do XVIII wieku wytwarzano kobierce w Polsce – m.in. W Brodach, Nieświeżu i Lwowie. Ich produkcja rozwinęła się także w Hiszpanii (XIII-XVIII w.) i Anglii (XVI-XVIII).

## Kobierce w Polsce
Kobierce dotarły do Polski w efekcie walk i handlu z Turcją i Tatarami. Już w XVI wieku rozpowszechniły się, a w wieku XVII zdobiły izby nawet mniej zamożnych dworków szlacheckich. W XVI w. ruszyła również ich produkcja krajowa. Zdumiewa liczba kobierców posiadanych przez szlachtę, a co dopiero magnaterię. Niezaliczający się do możnowładztwa starosta trembowelski Piotr Ożóg pozostawił ich po swojej śmierci w 1623 roku 288, natomiast inwentarz zamku dubieńskiego wylicza 150 kosztownych kobierców adziamskich (perskich). Podczas gdy np. we Francji oryginalne kobierce perskie stanowiły przykład zbytku i wielką osobliwość, w Polsce można je było spotkać w niemal każdym bogatym dworze. Dla przykładu francuski marszałek de Saint-Andre posiadał w połowie XVI w. dwie takie tkaniny, natomiast wojewodzina bełska miała ich 8. Kolekcje wytwornych makat budziły często podziw przybyszy z zagranicy. Przykładem może być obijana zdobionymi tkaninami komnata w zamku Kossakowskich w Stanisławowie, o której z wielkim uznaniem wyrażać się miał cesarz Józef II. Kobierce z czasem stały się tak typowym elementem wystroju dworów szlachty Rzeczypospolitej, że za pośrednictwem podróżników na zachodzie zaczęto je określać mianem „polskich”. W zapiskach zachowały się liczne określenia ich rodzajów, często trudne do zinterpretowania. Przykładowo istniały kobierce melikbaskie, dywańskie, solchackie, turkmeńskie, angurskie, słupiaste, pardy, czatmany, wieleńce i poławniki.
Kobierce stanowiły jedną z ulubionych ozdób dworów. Dzięki nim domostwo miało nabierać „ciepła, barwy, miękkości i wygody”. W domach magnaterii ich rolę często przejmowały bogatsze w zdobieniu arrasy i gobeliny. Inną formę zdobnictwa ściennego stanowiły kołtryny.
Dużą kolekcję kobierców posiadał prof. Włodzimierz Kulczycki, które obecnie znajdują się na Zamku Królewskim na Wawelu i w Muzeum Tatrzańskie im. dra Tytusa Chałubińskiego w Zakopanem (Galeria Sztuki im. Włodzimierza i Jerzego Kulczyckich).

## Okazy muzealne

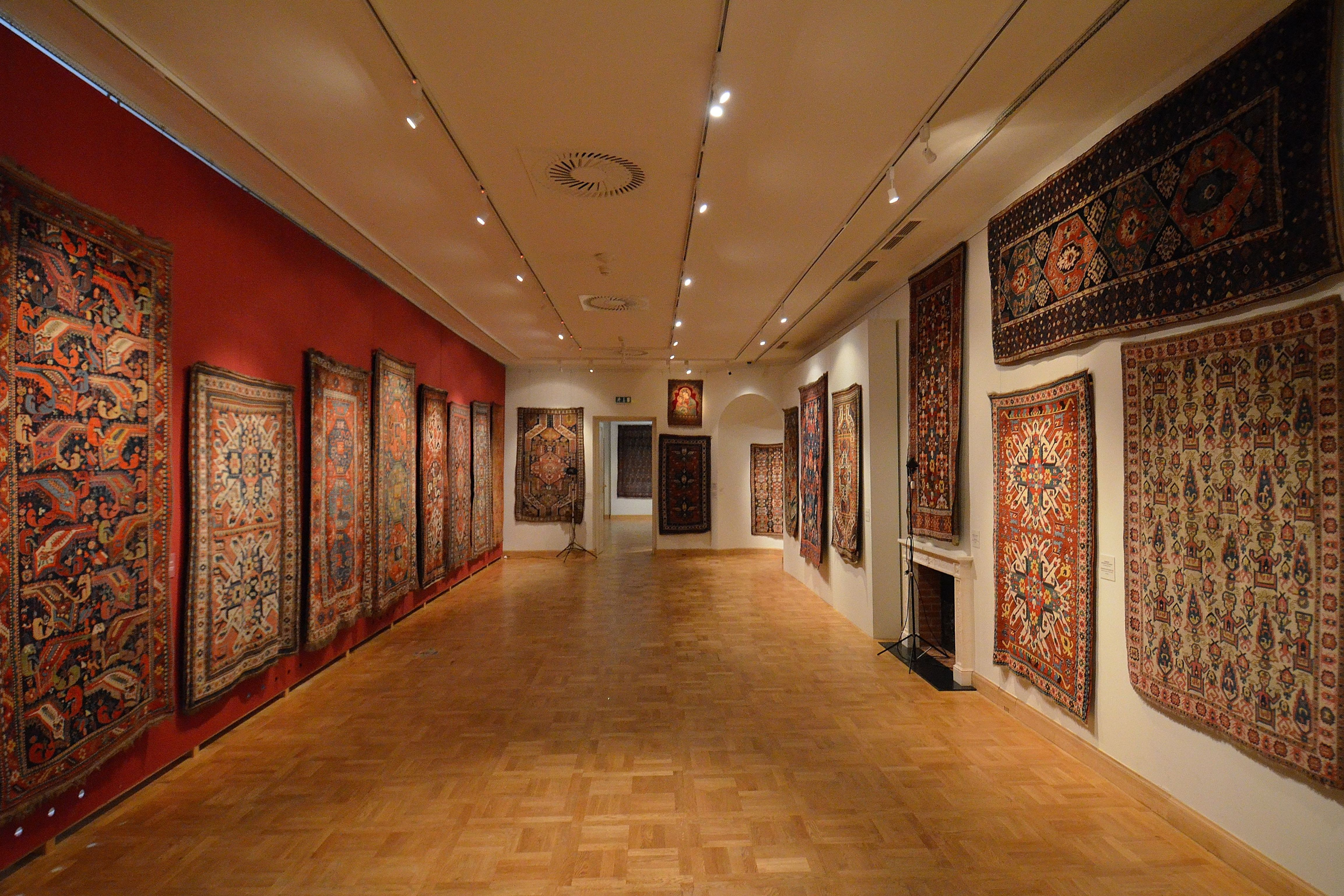
Wystawa kobierców w Pałacu Pod Blachą w Warszawie

Zachowane zabytkowe kobierce można oglądać między innymi w:
- Zamku Królewskim w Warszawie (w Pałacu Pod Blachą),
- Zamku Królewskim na Wawelu,
- Muzeum Tatrzańskim w Zakopanem
- Metropolitan Museum of Art w Nowym Jorku,
- Muzeum Sztuki Tureckiej i Islamskiej w Stambule,
- Muzeum Wiktorii i Alberta w Londynie,
- Ermitażu w Sankt Petersburgu, gdzie znajduje się najstarszy zachowany kobierzec, pochodzący z kurhanu w ałtajskim Pazyryku.